# Ivory (album Gin Wigmore)
Ivory è il quarto album in studio della cantautrice neozelandese Gin Wigmore, pubblicato il 30 marzo 2018.

## Tracce
1. Hallow Fate – 3:00
2. Odeum – 2:39
3. Beatnik Trip – 2:44
4. Dirty Mercy – 3:25
5. Cabrona – 2:34
6. Cold Cave – 4:12
7. Bad Got Me Good – 4:10
8. Hard Luck – 2:37
9. Fall Out of Love – 3:41
10. Head to Head – 2:58
11. Young Ones – 4:08
12. Girl Gang – 3:00